# Beatrix Pospíšilová Čelková
Beatrix Pospíšilová Čelková (de soltera Beatrix Pospíšilová, comúnmente conocida como Trixi; 16 de julio de 1925 - 2 de junio de 1997) fue una activista antifascista eslovaca y probablemente la espía industrial más joven de la Segunda Guerra Mundial. Desempeñó un importante papel en el bombardeo de la refinería Apollo de Bratislava, lo que le valió el apodo de «Mata Hari eslovaca».
Trixi nació de madre eslovaca y padre moravo en Bratislava. Tras la disolución de la primera República Checoslovaca, su padre no pudo permanecer en Eslovaquia. Como consecuencia, los padres de Trixi se divorciaron y ella se trasladó a Praga con su padre.

## Primeros años
En Praga, Trixi estudió en un instituto, pero se dice que los estudios no le interesaban demasiado. Prefería pasar el tiempo con su tía Františka Hrubišková, conocida también como la Dama Blanca, que facilitaba la comunicación entre los rebeldes del gobierno del Protectorado de Bohemia y Moravia dirigidos por Alois Eliáš y los antifascistas eslovacos.

## Resistencia antifascista

### Actividades en Praga
Trixi abandonó la escuela a los 16 años y empezó a trabajar en los estudios cinematográficos Barrandov. Los modernos platós de cine eran utilizados con frecuencia por los realizadores de propaganda nazi, lo que brindó a Trixi la oportunidad de utilizar su fluido alemán y su encanto personal para reunir información para la resistencia.
Las actividades de Trixi acabaron resultando sospechosas. En 1942, tras el asesinato de un destacado nazi, Reinhard Heydrich, a manos de la resistencia, Trixi, de 17 años, fue detenida por la Gestapo. No se pudo establecer ninguna conexión entre la resistencia y Trixi, por lo que fue puesta en libertad. No obstante, los conocidos de la inteligencia alemana advirtieron a Trixi de que seguía siendo sospechosa de tener vínculos con la resistencia.

### Actividades en Bratislava
En 1942 Trixi buscó la ayuda del cónsul eslovaco en Praga, que la ayudó a obtener un pasaporte -posiblemente falso- y a regresar a Bratislava. De vuelta en Bratislava, siguió trabajando con su tía en beneficio de la resistencia como parte de los grupos Flóra y Justícia. Finalmente, se vio obligada a abandonar Bratislava tras enterarse de que la Gestapo seguía considerándola sospechosa y podría presionar a las autoridades eslovacas para que la entregaran. Trixi se escondió en un sanatorio de los Altos Tatras y empezó a utilizar públicamente un nombre más típico eslovaco, Božena, en lugar de Beatrix o Trixi, que sonaban extranjeros. En el sanatorio conoció a su futuro marido, el abogado Vojtech Čelka.
A los 19 años, Trixi regresó a Bratislava con un nuevo encargo de la resistencia. Su objetivo era el jefe de recursos humanos de la refinería de petróleo Apollo (ahora Slovnaft), controlada por los nazis, Vojtech Hudec. Hudec era miembro del fascista Partido Popular Eslovaco, pero lo consideraban vulnerable debido a su esposa checa, su afición a la música popular y sus tendencias mujeriegas. Trixi se tiñó el pelo de rubio porque se creía que Hudec tenía preferencia por las mujeres rubias y se acercó a él con el pretexto de ser músico. Al revelarle su verdadera misión, Hudec se mostró reacio a prestarle ayuda, pero cedió cuando Trixi le recordó las consecuencias de actuar contra la resistencia una vez acabada la guerra.
Con la ayuda de Hudec, Trixi consiguió trabajo en la refinería. Trabajaba en el departamento financiero pero, debido a su buen dominio de la lengua alemana y a su agradable comportamiento, a menudo se le encargaba acompañar y, en ocasiones, hacer de intérprete para los invitados VIP de la empresa alemana IG Farben, propietaria de la refinería. Mientras trabajaba en la refinería, Trixi recopilaba información detallada sobre la producción y la distribución de las instalaciones, que sacaba de la fábrica oculta bajo su liguero.
El 14 de junio de 1944, la refinería Apollo es bombardeada por los aliados. Trixi sabía del bombardeo de antemano, pero acudió a trabajar de todos modos para no levantar sospechas. Cuando sonaron las sirenas antiaéreas, muchas personas no buscaron refugio porque no creían que la amenaza fuera real debido a un historial de falsas alarmas y también porque la dirección de la refinería impedía a los trabajadores buscar refugio, ya que interrumpía la producción. Como resultado, el bombardeo causó 176 víctimas mortales. Trixi tuvo que ayudar a identificar a los compañeros y amigos muertos, lo que le causó un trauma de por vida.

## Consecuencias
Trixi pasó el resto de la guerra trabajando de incógnito para la resistencia. Tras la guerra, se casó con Čelka y se trasladó con él a Trenčín, donde la familia de su nuevo marido tenía una imprenta. El matrimonio tuvo tres hijos. Al principio, sus acciones en favor de la resistencia fueron celebradas y fue invitada a una recepción a la que asistió el mariscal Malinovsky. Sin embargo, más tarde el régimen comunista se volvió contra los antiguos miembros no comunistas de la resistencia, acusándolos de ser leales a las potencias occidentales. Los bienes de la familia de Trixi fueron confiscados y muchos de sus antiguos amigos y aliados del grupo de resistencia Justícia fueron encarcelados u obligados a emigrar. Es probable que la propia Trixi evitara la cárcel sólo porque estaba embarazada en el momento de la represión. Durante el resto de su vida activa, trabajó como enfermera oncológica. 
Tras la Revolución de Terciopelo, Trixi recuperó la propiedad de los bienes confiscados a su marido. Sin embargo, no pudo disfrutar de una jubilación tranquila. En 1996, dos ladrones entraron en su casa, la ataron y se llevaron muchos objetos de valor. El shock causado por el robo contribuyó al empeoramiento de su salud. Trixi murió en 1997.